# Sopwith Dolphin
Sopwith 5F.1 Dolphin là một loại máy bay tiêm kích của Anh, do hãng Sopwith Aviation Company chế tạo trong Chiến tranh thế giới I.

## Biến thể
Dolphin Mk I
Dolphin Mk II
Dolphin Mk III

## Quốc gia sử dụng
Canada
- Không quân Canada

 Ba Lan
- Không quân Ba Lan (sau chiến tranh, giai đoạn 1920-1923)

Tập tin:Ukraine1918.png Ukraina
- Không quân Ukraina (sau chiến tranh)

 Anh Quốc
- Quân đoàn Không quân Hoàng gia/Không quân Hoàng gia

 Hoa Kỳ
- Lực lượng Viễn chinh Hoa Kỳ
- Cục Không quân Lục quân Hoa Kỳ

## Tính năng kỹ chiến thuật (Dolphin Mk I)
Đặc điểm tổng quát
- Kíp lái: 1
- Chiều dài: 6,78 m (22 ft 3 in)
- Sải cánh: 9,91 m (32 ft 6 in)
- Chiều cao: 2,59 m (8 ft 6 in)
- Diện tích cánh: 24,4 m² (263 ft²)
- Trọng lượng rỗng: 641 kg (1.410 lb)
- Trọng lượng cất cánh tối đa: 890 kg (1.959 lb)
- Động cơ: 1 × Hispano-Suiza 8B, 149 kW (200 hp)

 Hiệu suất bay 
- Vận tốc cực đại: 211 km/h (131 mph) trên mực nước biển
- Tầm bay: 315 km (195 mi)
- Trần bay: 6.100 m (20.000 ft)
- Vận tốc lên cao: 12 phút 5 giây lên độ cao 3.048 m (10.000 ft)
- Tải trên cánh: 36,5 kg/m² (7,45 lb/ft²)
- Công suất/trọng lượng: 0,232 kW/kg (0,102 hp/lb)

Trang bị vũ khí

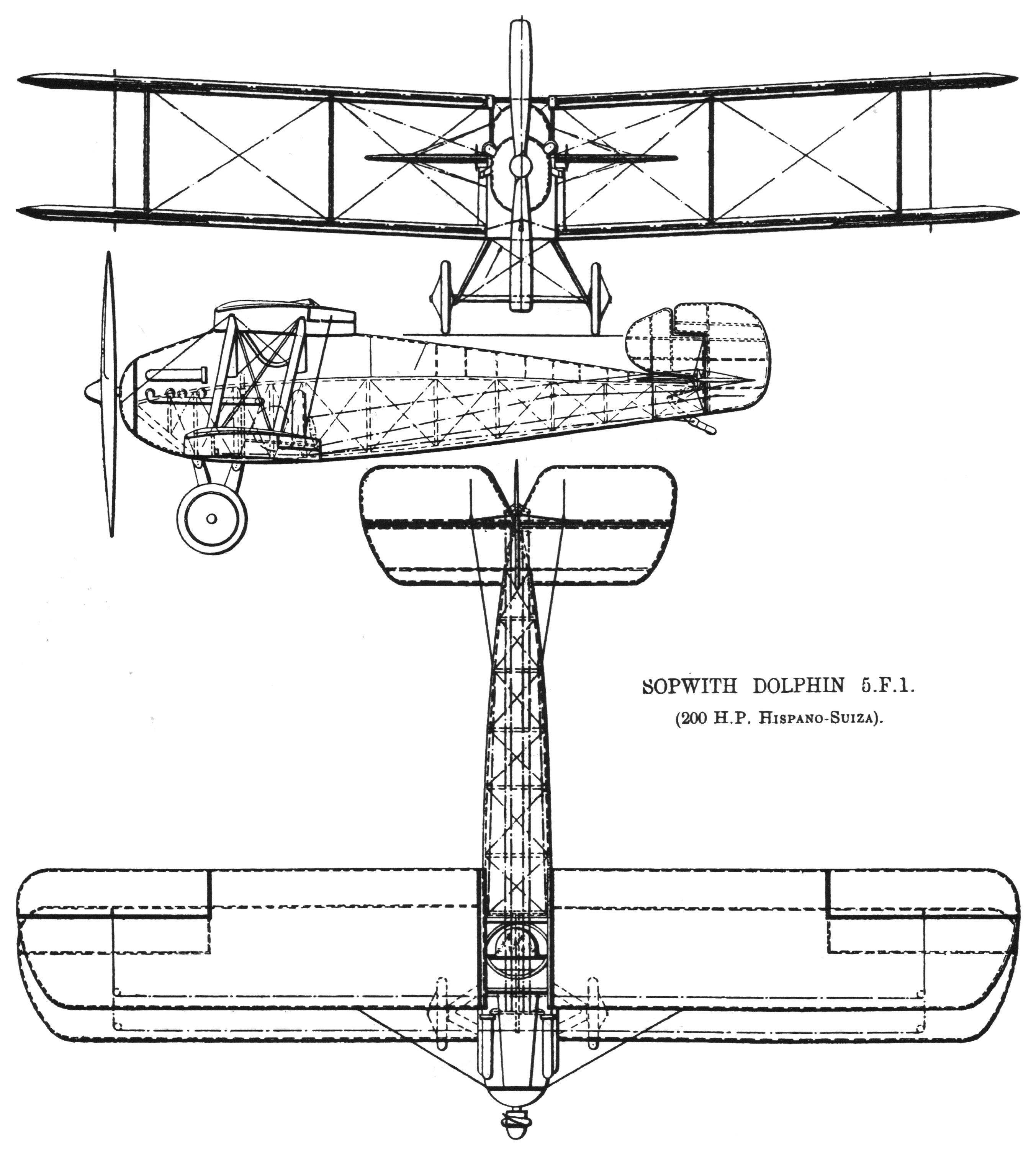
Sopwith 5F.1 Dolphin

- 2× 0Súng máy Vickers.303 in (7,7 mm); 2× Súng máy Lewis 0.303 in (7,7 mm)
- 4 quả bom 25 lb